# 佐藤まどか (プロダクトデザイナー)
佐藤 まどか（さとう まどか）は、イタリア在住の日本人作家。

## 来歴
1987年に単身でイタリアに渡り、奨学金を得て[1]ミラノのDOMUS ACADEMY　プロダクトデザイン科に入学し、同校卒業。ミラノでデザインスタジオを運営した後、2000年よりトスカーナ州在住しているが、本籍はいまだに東京に置いている。デザイン専門誌に、長年に渡りイタリアデザイン事情のコラム及び特集記事を執筆していた。2006年、第22回ニッサン童話と絵本のグランプリ童話部門大賞受賞して作家デビュー。以後、作家（おもにYA作品）として活動している。
2006年、第22回ニッサン童話と絵本のグランプリ童話部門大賞受賞して作家デビュー。以後、おもに児童文学・YA作家として活動している。
2020年、『アドリブ』で第60回日本児童文学者協会賞受賞。日本児童文学者協会会員。季節風同人。

## 著作

### 絵本・幼年童話
『水色の足ひれ』2006年 BL出版
　第22回ニッサン童話と絵本のグランプリ童話大賞
『てっこう丸はだれでしょう？』2009年 フレーベル館
　全国学校図書館協議会選定図書
『ミジンコでございます。』2018年 フレーベル館（絵本）
　文：佐藤まどか　絵：山村浩二　
　全国学校図書館協議会選定図書
　2019年 韓国Kiwi Booksより翻訳出版

### 小学校　低・中学年向け読み物
『コケシちゃん』2014年 フレーベル館
　全国学校図書館協議会選定図書
　第45回新潟県読書感想文コンクール課題図書
　第19回さぴあ作文コンクール課題図書さぴあ作文コンクール
『日がさ雨がさくもりがさ』2016年 フレーベル館
　2017年静岡県夏休みの推薦図書
　2017年韓国KiwiBooksより翻訳出版
『スパゲッティ大さくせん』2016年 講談社
『ぼくのネコがロボットになった』2018年 講談社
『ちいさなハンター』2019年 講談社
『セイギのミカタ』2020年　フレーベル館
　2021年 韓国Wisdom houseより翻訳出版
『暗やみに能面ひっそり』2023年　BL出版
　第68回西日本読書感想画コンクール　小学校5・6年生指定図書
『うちのキチント星人』2024年　フレーベル館
　2025年　韓国Talkshow Bookより翻訳出版

### YA
『スーパーキッズ　最低で最高のボクたち』　2011年 講談社
　第28回うつのみやこども賞受賞）
『さらば自由と放埓の日々』スーパーキッズ2　2013年 講談社
『カフェ・デ・キリコ』　2013年 講談社
　2017年豊岡市夏休みの推薦図書
『リジェクション』　2016年 講談社
『一〇五度』　2017年 あすなろ書房
　2018年 第64回青少年読書感想文全国コンクール課題図書 中学校の部
　平成30年度 厚生労働省 社会保障審議会推薦 児童福祉文化財/ 同年厚生労働省社会保障審議会　特別推薦作）
　2019年 韓国Dolbegae Publishers より翻訳出版
『つくられた心』(Artificial Soul) 　2019年 ポプラ社　
　未来屋書店グループ夏の推薦図書2019
『アドリブ』　2019年 あすなろ書房　
　第60回日本児童文学者協会賞
　令和2年度（第66回）青少年読書感想文岡山県コンクール　指定図書 中学生の部
　2020年 公益社団法人全国学校図書館協議会選定 第53回夏休みの本（緑陰図書) 高校生の部
　第6回児童ペン賞　少年小説賞
『世界とキレル』　2020年 あすなろ書房　
　第33回読書感想画中央コンクール中学生・高校生部門指定図書
『月にトンジル』2021年 あかね書房
『ぼくらの青』2021年 講談社　おはなしSDGsシリーズ
『スネークダンス』　2022年 小学館
　2022年ミュンヘン国際児童図書館ホワイトレイブンズ選定
『トーキングドラム』　2022年　PHP研究所
『雨の日が好きな人』　2022年 講談社
2023年 野間児童文芸賞ノミネート
『ノクツドウライオウ　靴の往来堂』　2023年 あすなろ書房
　第70回青少年読書感想文コンクール全国コンクール課題図書中学校の部
　第236回長野県図書館協会　中学生部門すいせん図書
『スクランブル交差点』2023年　小学館

　長野県社会福祉審議会児童福祉専門分科会図書審査部会　令和5年推薦図書
『ロボットは泣くのか？』2023年 講談社
『アップサイクル！　ぼくらの明日のために 』　2023年 ポプラ社
　第237回長野県図書館協会　中学生部門すいせん図書
　第70回青少年読書感想文岡山県コンクール　中学生部門　指定図書
　第57回夏休みの本（緑陰図書）中学校
　令和6年度埼玉県推奨図書　中学生向け

### ファンタジー＆SF
「マジックアウト」3部作フレーベル館
　全国学校図書館協議会選定図書 ・日本図書館協会選定図書
１）『アニアの方法』　2011年
２）『もうひとつの顔』　2012年
３）『レヴォルーション』2013年
　2023-2024年　韓国GILBUT SCHOOLより翻訳出版
『インサイド　この壁の向こうへ』　2024年 静山社
　2025年　長野県読書感想文コンクール推薦図書

### アンソロジー・短篇・連載
「ダルディラ・アルディラ」　2011年　偕成社（『妖精めがねさしあげます』に収録）
「運命の一時間」（SF短編）2015年　偕成社（タイムストーリーシリーズ　『一時間の物語』に収録）
「灰色都市（グレーシティ）」（SF短編）『日本児童文学』2013年7・8月号
「仮想家族（ヴァーチャルファミリー）」（連載SF小説）『日本児童文学』2021年1年間
「秘密の処方箋」（短編）2021年　光村図書出版『飛ぶ教室』第65号　
「スクランブル交差点」（連載小説）第1期2018年10月ー2019年3月/第2期2020年10月ー2021年3月『朝日中高生新聞』に連載
君色パレットシリーズ『SNSで繋がる人』「ジルと柚」　2022年　岩崎書店
「きみを知っている」青いスピン誌　2023年第3号 東京書籍
「ボマルツォの怪物たち」日本児童文芸（日本児童文学とのコラボ特集）　2023‐2024冬号

### エッセイ
「丘の上でロックダウン」ポプラ社　NOTE　2021年2月9日
https://note.com/poplar_jidousho/n/n1f2f24a9dbd2
「海洋汚染が深刻なイタリアで、コロナ「ロックダウン後」に起こった意外な変化」講談社　現代ビジネス　2021.02.25
https://gendai.media/articles/-/79294?imp=0
「イタリアのこども事情」日本児童文学　2023年9・10月号
『この窓の向こうのあなたへ』2024年 出版芸術社 一般書　小手鞠るい・佐藤まどか共著　書簡集
『キミの一歩　夢につづくうねうね道』2025年 児童書　エッセイ　あかね書房

### 翻訳
イタリアの絵童話翻訳「ぼくのともだちドラゴン　ルンピ・ルンピ」シリーズ　2012年　集英社
文：シルヴィア・ロンカーリァ  絵：ロベルト・ルチアーニ
　１．『たいせつなカーペットさがしの巻』
　２．『ぜんぶ青い木イチゴのせいだ！の巻』
　３．『おそろしい注射からにげろ! の巻』
　４．『わがままはトラブルのはじまりの巻』
イタリア絵本翻訳『グーグースースー』　原作：ジョヴァンナ・ゾーボリ　2016年　そうえん社
イタリア読み物翻訳『よくばり学園』　原作：ファブリツィオ・シレイ　2018年　講談社
イタリア絵本翻訳『森の赤ちゃん』　原作：コゼッタ・ザノッティ　絵：ルチア・スクデーリ　2019年　BL出版

## 受賞歴
- 『水色の足ひれ』  第22回ニッサン童話と絵本のグランプリ童話大賞（2006年）[1]
- 『スーパーキッズ　最低で最高のボクたち』 2011年第28回うつのみやこども賞[9]
- 『アドリブ』  2020年第60回日本児童文学者協会賞[13]